# Say What You Mean
Say What You Mean è il terzo album della cantautrice Allison Weiss, pubblicato il 16 aprile 2013 con etichetta No Sleep Records. È il primo disco pubblicato dalla Weiss con una casa discografica.
Il 26 novembre viene pubblicato sempre tramite No Sleep Say What You Mean (Sideways Sessions), un album che rivisita le dieci tracce del disco, di cui la prima canzone (One Way Love) viene ospitata in anteprima da Alternative Press il 10 novembre e l'intero album da Purevolume il 23.
Rocksound ha posizionato l'album al 34º posto nella sua classifica dei migliori album del 2013.

## Tracce
1. Making It Up – 3:31
2. One Way Love – 2:23
3. Nothing Left – 3:45
4. I Was an Island – 2:47
5. How to Be Alone – 3:45
6. Wait for Me – 3:05
7. Don't Go – 2:57
8. Hole in Your Heart – 3:18
9. Say What You Mean – 3:43
10. I'll Be Okay – 4:47

## Titolo e canzoni
Il titolo ("Di' quello che pensi davvero") deriva dalla nona traccia del disco.

### Making It Up
Scritta nel 2011, "Vi siete mai trovati in questa situazione?: Stai con qualcuno, poi la storia finisce, e nessuno si ricorda se è successo davvero o no. Finisce in fretta così come era iniziata e i dettagli si perdono nella confusione. Ti sembra che quello che è successo fosse importante, ma magari non lo era. È di questo che parla la canzone".

### One Way Love
Scritta nel 2010, "Mi sono trasferita a New York nel 2010 e mi sono subito lasciata con la mia ragazza dell'epoca. È stato terribile. Per cercare di stare meglio, andavo in bici ogni giorno fino al Ponte di Williamsburg. Una di queste volte mi sono messa a pensare a quello che era successo, alla situazione in cui mi trovavo e come ci ero arrivata. Mi sentivo come se avessi finito una relazione in cui avevo viaggiato tutto il tempo ed ora ero di nuovo al punto da cui ero partita. Ho deciso che volevo un amore di sola andata. La canzone era nata".

### Nothing Left
Scritta nel 2011, "Quando ho scritto questa canzone ero in una situazione in cui avevo molte cose da dire ma non sapevo da dove cominciare. Quando ho scritto Nothing Left mi è subito parsa come la mia tesi da discutere in Say What You Mean. L'ho terminata la notte prima di registrare l'album. Sono stata lì 10 ore a pensare a come finire la canzone, ma quando ci sono riuscita è subito diventata una delle mie preferite".

### I Was an Island
Scritta nel 2008, "È una canzone che ho in giro da un po' di tempo. Inizialmente è stata una piccola introduzione acustica a ...Was Right All Along, di recente si è trasformata in una canzone rock di più ampio respiro per Say What You Mean, ma si tratta comunque dello stesso brano. Alcuni so che la interpretano come una canzone d'amore, ma io non ne sono troppo sicura. Credo dipenda dalle tue prospettive quando la ascolti".

### How to Be Alone
Scritta nel 2010-2011, "Tecnicamente è la prima canzone che ho scritto per Say What You Mean. All'inizio era una tranquilla canzone folk. Era soft e triste, cioè come mi sentivo all'epoca. Non riuscivo a trovare il modo di terminarla, e quindi l'ho lasciata da parte per un anno. Tutta la seconda parte della canzone l'ho scritta dopo che è passato tutto quel tempo".

### Wait for Me
Scritta nel 2009, "Ho scritto Wait for Me qualche anno fa, dopo il mio primo viaggio a New York. Parla di quando ti manca qualcosa che è molto, molto lontano. Ero bloccata in Georgia perché dovevo finire gli ultimi due anni di college. Appena ne avevo l'occasione prendevo l'aereo e andavo a Brooklyn a fare qualche concerto, conoscere nuova gente, nuovi amici, visitare posti nuovi. Ogni volta che ci andavo era sempre più difficile tornare a casa. Credo che questa canzone mi rimarrà impressa per sempre. Non penso che mi accadrà mai di non ritrovarmici". Per la canzone è stato girato un video, diretto da Trevor Bowman.

### Don't Go
Scritta nel 2006, "Mi ricordo bene che avevo buttato giù il ritornello di questa canzone nel parcheggio di un benzinaio su un post-it, l'avevo infilato nella tasca e l'ho ritrovato dopo mesi quando ho deciso di finire la canzone. L'avevo già terminata da anni, ma l'ho registrata solo nel 2013".

### Hole in Your Heart
Scritta nel 2010, "Penso che questa sia una delle canzoni più cattive che abbia mai scritto. Sarà il titolo... non so esattamente come sentirmi su questa canzone. Forse un po' in imbarazzo. Il fatto è che sono contenta di averla scritta. In sé la canzone parla di un brutto week-end e di come mi sentita male di conseguenza".

### Say What You Mean
Scritta nel 2011, "Il titolo di questa canzone nella mia mente è "Come ho trascorso le mie vacanze estive; canzone di Allison Weiss, 24 anni". È la classica storia di amore non corrisposto. Parla di un'estate passata in modo solitario e spericolato, a innamorarmi delle persone di cui non avrei dovuto".

### I'll Be Okay
Scritta nel 2006, "Se vuoi sapere come mi sentivo o cosa facevo quando ho scritto questa canzone, beh, devi solo leggere il testo. Dice già tutto lui".

## Artwork
La copertina del disco è una fotografia di Allison seduta a una fermata dell'autobus; si vedono però unicamente le gambe e le mani incrociate. Indossa delle Converse nere e dei jeans anch'essi neri, più una giacca di jeans.

## Formazione
- Allison Weiss - voce, chitarra, glockenspiel, percussioni, omnichord
- Chris Kuffner - voce di fondo, chitarra, basso, mandolino, sintetizzatore, programmazione, e-bow, banjo, omnichord, produzione
- Ben Thornewill - pianoforte
- Joanna Katcher - sintetizzatore
- Elliot Jacobson - batteria, percussioni
- Bess Rogers - voce di fondo
- Theo Katzman - percussioni
- Steph Barker - percussioni, batteria
- Dave Eggar - violoncello, viola
- Rachel Golub - violino